# بخش مرکزی شهرستان بهار
بخش مرکزی شهرستان بهار یکی از بخش‌های تابعه شهرستان بهار در استان همدان در غرب ایران است.

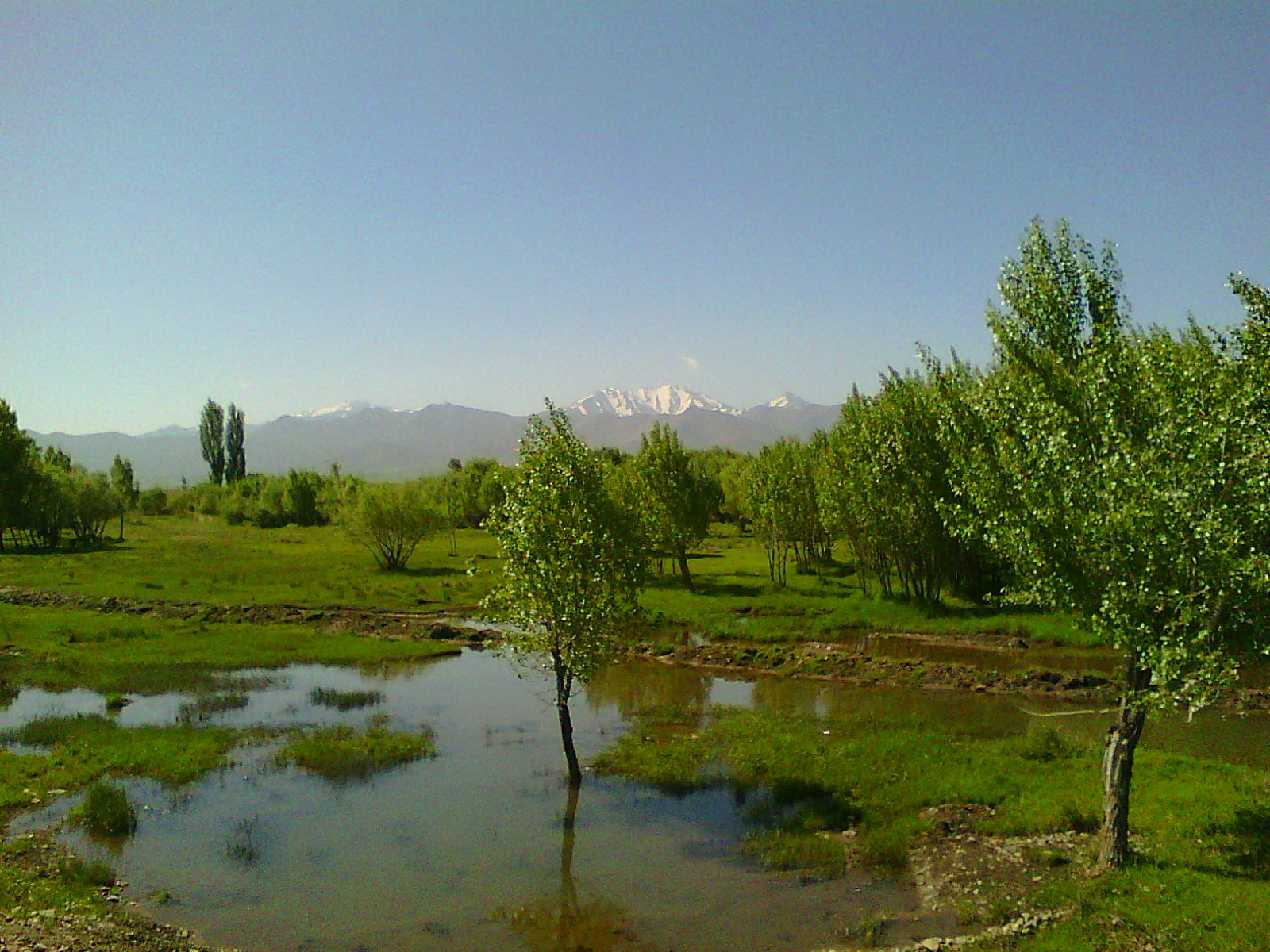

## تقسیمات کشوری
- - دهستان سیمینه رود
  - دهستان آبرومند

## جمعیت
بنابر سرشماری مرکز آمار ایران، جمعیت بخش مرکزی (شهرستان بهار) در سال ۱۳۹۵ برابر با ۵۱،۸۳۷ نفر بوده است.